# Pedro Alcántara Herrán
Pedro Alcántara Herrán y Martínez de Zaldúa (Santafé, 19 de octubre de 1800-Santafé, 26 de abril de 1872) fue un militar y político neogranadino.
Como militar participó en las guerras de independencia del Virreinato de Nueva Granada y Perú, y brevemente en la Guerra de los Supremos. 
En 1842, Herrán se unió en matrimonio con Amalia Mosquera y Arboleda, única hija legítima del militar y compañero de armas de Herránː Tomás Cipriano de Mosquera. Con esta unión, el general Herrán aseguró un vínculo político que lo catapultó a la presidencia en 1841. 
Ejerció el cargo hasta 1845, período durante el que promulgó la Constitución de 1843. Debido a sus tendencias moderadas, y a sus conexiones con la Iglesia Católica y su militancia en el partido de los ministeriales, se considera como el primer político conservador de la historia de Colombia, en sentido amplio, pues el conservatismo surgió algunos años después de su salida del poder.

## Biografía

### Inicios
Pedro Alcántara Herrán y Martínez de Zaldúa nació en Bogotá, Virreinato de Nueva Granada, el 19 de octubre de 1800, en el seno de una familia de españoles radicados en el Nuevo Mundo, y cuyos parientes destacaban como importantes funcionarios reales y clérigos de alto perfil. Estudió en el Colegio Mayor de San Bartolomé, el centro educativo de la élite criolla, ubicado en la capital del Virreinato. 

### Carrera militar
Fue estudiante en el Colegio de San Bartolomé hasta los 13 años, ingresó al ejército patriota como miembro activo para enero de 1814 dejando sus estudios, a los 16 años era alférez ayudante del presidente de las Provincias Unidas, José Fernández Madrid.

#### Miembro del lado realista
El 29 de junio de 1816 participó en la batalla de la Cuchilla del Tambo donde él junto a otros, fueron apresados y en octubre de 1816 condenado por el Consejo de Purificación a prestar sus servicios al ejército realista como soldado de caballería, para el 11 de diciembre de 1817 en los llanos de Casanare y en Venezuela fue ascendido a Sargento I de Caballería. 
Para el primero de noviembre de 1819 fue ascendido a alférez en el Ejército realista, en enero de 1820 entre tierras payanesas y de Quito, fue ascendido a teniente y capitán del regimiento Dragones de Nueva Granada, luego para abril de 1821 capitán de la caballería realista en el Ecuador.

#### Reincorporación a fuerzas independentistas
Para el 5 de mayo de 1821 en Latacunga se incorporó al ejército libertador bajo el mando del Antonio José de Sucre, con el grado de capitán de caballería. El 13 de febrero de 1823 ascendido a sargento mayor por Simón Bolívar, para 18 de julio de 1823 vencedor en Ibarra fue nombrado comandante general de aquella ciudad, en enero de 1824 jefe del Estado Mayor de la División que comandaba Juan José Flores, el 16 de septiembre de 1824 ascendió a teniente coronel en tierras peruanas, en junio de 1825 por orden de Bolívar pasó con el Escuadrón de Húsares de Ayacucho por mar, de Arequipa a Guayaquil, ciudad donde quedó en guarnición. 
El 12 de septiembre de 1826 en Guayaquil fue ascendido a coronel efectivo, para enero de 1827 se le asignó como guarnición en Bogotá, el 14 de septiembre de 1827 fue nombrado comandante general del Departamento de Cundinamarca y el 24 de septiembre de 1827 recibe el cargo de intendente en comisión de Cundinamarca que ocupó hasta noviembre de 1829, en reconocimiento de servicios prestados fue ascendido por Bolívar al grado de general tiempo después del 13 de junio de 1828.

#### Apoyo a líderes bolivarianos
Tras el fracaso de la convención de Ocaña el 10 de junio de 1828, tres días después Herrán tomó ventaja por la ausencia de líderes de oposición que aún no llegaban a Bogotá, Herrán convocó una junta de vecinos notables de la capital, para deliberar en nombre del pueblo e intimidado en forma violenta a contrarios, proclamó su apoyo y de otros miembros que lograron asistir a la junta que convocó, a una dictadura en cabeza de Simón Bolívar.
Presentó a miembros presentes del partido bolivariano en Bogotá la oportunidad de darle ventaja a Bolívar para asegurarle el poder, Herrán desatendió la constitución de Cúcuta y sus leyes, pero Bolívar y sus seguidores tomaron ventaja de ese evento, en vista que para el 28 de agosto de 1828 Simón Bolívar firmó decreto disolviendo el Congreso, imponiendo régimen militar y retirando de cargos públicos a todo posible opositor y dando inicio a una persecución de los mismos.
En enero de 1830, Herrán fue nombrado secretario de Guerra durante la dictadura del general Rafael Urdaneta quien asumió poder dictatorial según sus exigencias hasta que Bolívar regresara al poder, este periodo por terminado después del acuerdo firmado en Apulo.

#### Retiro prudencial como militar
Al iniciar Francisco de Paula Santander la Presidencia en 1832, quien había sido expulsado del país por instrucciones de Bolívar, Herrán dejó su vida como militar para dedicarse a otra labores, lo que incluyó labores rurales y textiles. Para 3 de diciembre de 1836 es nombrado Jefe militar del Istmo de Panamá y para 26 de septiembre de 1837 ocupó la Gobernación de Cundinamarca.

### Carrera política
Entre septiembre y noviembre de 1834, ayudó eficazmente al Gobernador de Cartagena de la época José Hilario López a terminar de manera decorosa y digna desavenencia diplomática con el Gobierno de Francia.

#### Guerra de los Supremos
El 15 de mayo de 1838 se desempeñó como Secretario del Interior y Relaciones Exteriores en el gobierno de José Ignacio de Márquez, iniciada la Guerra de los supremos en junio de 1839, se separa de la secretaría y pasa a ser comandante en Jefe de la División en operaciones sobre Pasto, reprimió el levantamiento de Pasto ocasionado por la clausura de los conventos menores de Pasto, causa a la que se unió José María Obando y que se extendió por todo el país.

## Presidencia (1841-1845)

### Elección

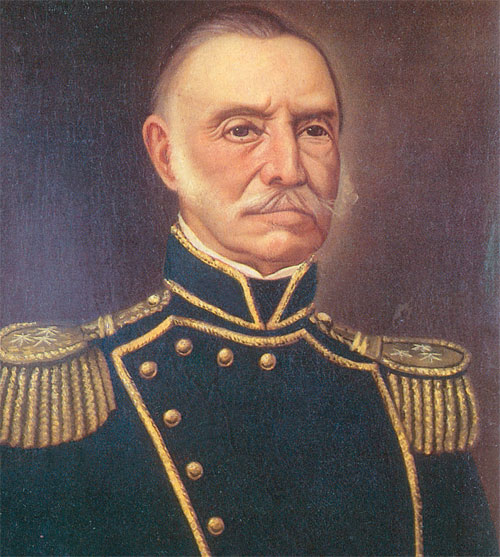
Óleo de Alcántara Herrán.

En medio del conflicto de la guerra de los supremos, Alcántara fue propuesto como candidato a la presidencia por el partido ministerial y aunque perdió ante Vicente Azuero candidato del partido progresista, éste no alcanzó la mayoría absoluta de los votos de los colegios electorales, por lo que el Congreso dominado por los ministeriales lo eligió como presidente.
A Alcántara lo acompañaron el general Domingo Caycedo, en calidad de vicepresidente, y el antioqueño Juan de Dios Aranzazu, como presidente del Consejo de Estado.

### Gabinete ministerial
- Secretarios de Gobierno y Relaciones Exteriores: Mariano Ospina Rodríguez (1841-1843); Joaquín Acosta (1843-1845).
- Secretario de Guerra: Simón Burgos (2 al 21 de mayo de 1841), José Acevedo Tejada (1841-1845), Joaquín Paris Ricaurte (1843).
- Secretario de Hacienda: Mariano Calvo (1841); Jorge Juan Hoyos (1841-1842); Ignacio Gutiérrez Vergara (1842); Rufino Cuervo (1842-1845).
- Director de Instrucción Pública: Francisco de Paula López Aldana

### Gobierno
Su gobierno impulsó la instrucción primaria pública, mas no así los otros niveles de educación, e introdujo un nuevo plan educativo a iniciativa de su canciller Mariano Ospina Rodríguez, en el que se eliminaron todas las reformas educativas de Santander y se estableció un modelo de educación confesional controlado por las jerarquías eclesiásticas. 

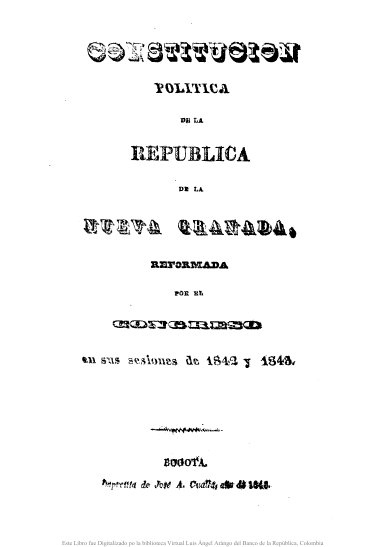
Constitución neogranadina de 1843.

Construyó el camino del Quindío, que comunicó al Valle del Cauca con la región de Mariquita. Igualmente, ordenó la recopilación de la legislación granadina, adelantada por Lino de Pombo. Además, permitió el regreso de los jesuitas al país y realizó un censo nacional de población.

#### Constitución de 1843
Para el 9 de enero de 1842 firmó acuerdo en Ocaña dándole fin a la Guerra de los supremos.
Sancionó una nueva constitución el 20 de abril de 1843, surgida después de la experiencia del conflicto armado, redactada por el ministerial Mariano Ospina Rodríguez, Ministro del Interior del gobierno Alcántara. 
La nueva carta política tuvo un fuerte carácter autoritario, pues fortaleció el poder ejecutivo frente a los otros poderes, sometió las provincias a un fuerte poder central, desposeyéndolas de la limitada autonomía que poseían, abolió la libertad de prensa e impuso una fuerte censura a la educación, la prensa y los libros que difundían las ideas liberales y abolió la libertad de cultos imponiendo la religión católica como la única permitida y otorgó amplios privilegios al clero católico.
La constitución estuvo vigente hasta su derogación en 1853, bajo el gobierno de José María Obando.

## Postgobierno
Herrán entregó el poder el 1 de abril de 1845 al ministerial independiente y experimentado militar Tomás Cipriano de Mosquera, luego de que éste venciera a la apuesta del gobierno, Rufino Cuervo, y al progresista Eusebio Borrero, con quien Herrán había competido en las elecciones de 1841. En 1854, Herrán participó del levantamiento contra el presidente José María Melo, que derivó en el derrocamiento y exilio de Melo. Derribado Melo, el presidente José de Obaldía lo nombró Secretario de Guerra, estando en el cargo hasta 1856.
En 1858, fue nombrado por el presidente del entonces nuevo Partido Conservador, Mariano Ospina Rodríguez (que también era cofundador del partido), como embajador de Colombia ante los Estados Unidos, pero renunció al cargo en 1860 para defender al gobierno ante el levantamiento de Mosquera contra Ospina.

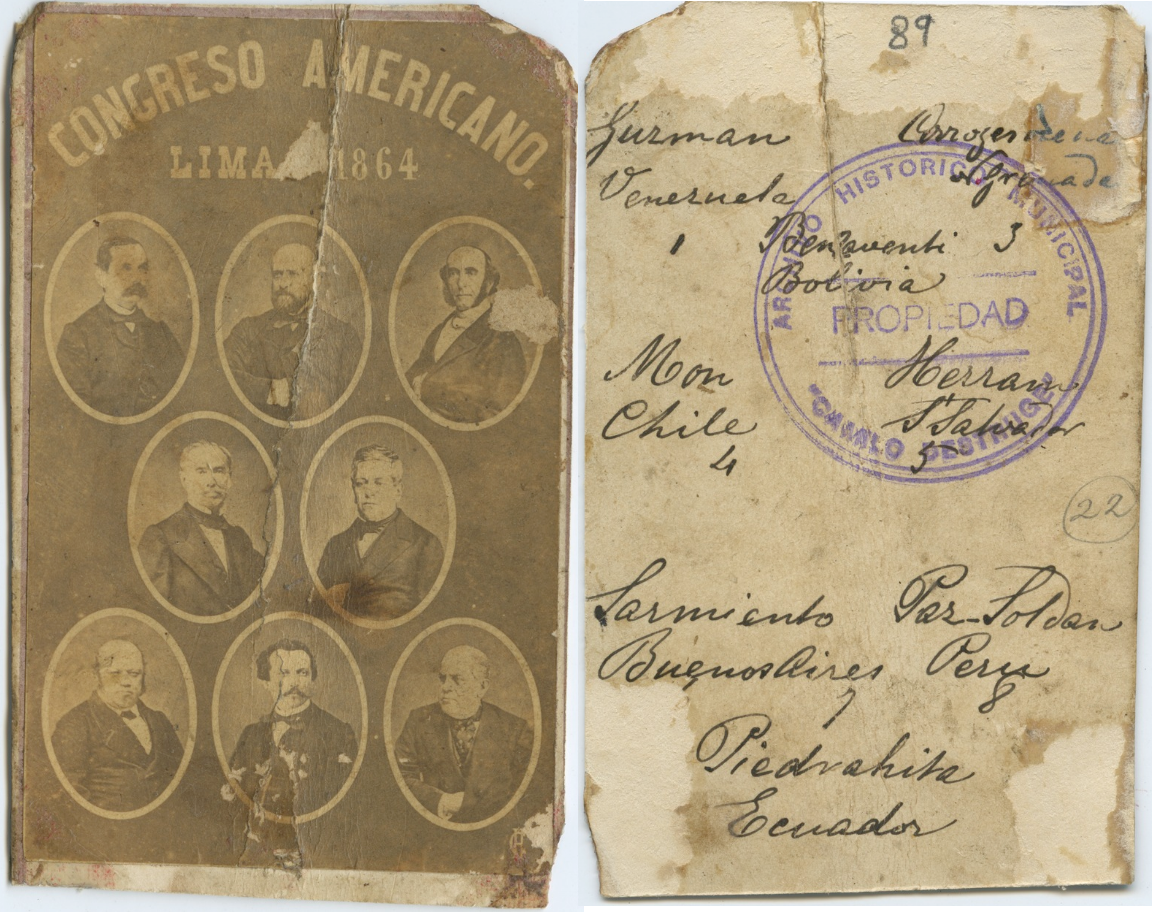
Cartel del Congreso Americano de 1864. Herrán es el cuarto de arriba abajo en sentido izquierda-derecha.

La derrota militar y social de Ospina permitió el ascenso de Mosquera al poder en 1861, quien procedió a destituir a Herrán del cargo de embajador en Estados Unidos y le degradó de su rango militar, pese a que eran yerno-suegro, respectivamente. Herrán se exilió, al igual que Ospina, en Guatemala.

### Congreso americano de 1864
En 1864 el gobierno de Guatemala lo comisionó para participar en el Segundo Congreso de Lima, sin embargo la autorización no le fue otorgada a tiempo y tuvo que asistir como representante de El Salvador.

### Últimos años
Posteriormente regresó a Colombia y el presidente Mosquera le restituyó sus dignidades como militar en 1866. Luego fue elegido como senador, representando al Estado Soberano de Antioquia, hasta su muerte. Pedro falleció en Bogotá, el 26 de abril de 1872, a los 71 años.

## Familia
Al igual que la inmensa mayoría de los presidentes colombianos, Pedro era miembro de la aristocracia bogotana y tenía familiares con cargos importantes dentro de la administración española. Era hijo del capitán Pedro Antonio Fernández de la Herrán y Ruiz, y de María Matea Martínez de Zaldúa, y era el mayor de dos hijos varones, siendo su único hermano Antonio Herrán y Martínez, posterior sacerdote católico.
Su madre era prima del sacerdote católico español Baltasar Jaime Martínez Compañón, Obispo de Trujillo, en el Virreinato del Perú, y autor de la célebre obra gráfica Códice Trujillo del Perú. Gracias a esas influencias, el hermano de Pedro y su hijo, llegó a ser el 34° Arzobispo de Bogotá entre 1855 y 1868, como sucesor del titular Manuel José Mosquera. 
Así mismo, María Martínez era hermana de Manuel María Martínez de Zaldúa y Plaza, padre a su vez del político y abogado colombiano Francisco Javier Martínez de Zaldúa, quien llegó a ser presidente de su país de la mano de Rafael Núñez, entre abril y diciembre de 1882, falleciendo en el ejercicio del cargo, evento único en la historia del país. Esta línea sanguínea por lo tanto deja a Pedro Alcántara Herrán como primo de Zaldúa.

### Matrimonios y descendencia
En 1842, Herrán se casó con la hija mayor de su compañero de armas Tomás Cipriano de Mosquera, Amalia Mosquera y Arboleda. Con Amalia, Herrán tuvo 3 hijosː Tomás, Pedro y Amalia Herrán Mosquera. Tomás se convirtió en un destacado diplomático, siendo responsable del Tratado Herrán-Hay de 1903; adicionalmente 5 de sus 6 hijos fueron religiosos católicos, descendiendo el pintor y activista de izquierda Pedro Alcántara Herrán Martínez del único hijo de Tomás que tuvo descendencia.
La pareja del pintor, Mónika Herrán, es también descendiente de esta línea, y de hecho, ambos artistas son primos hermanos.
En segundas nupcias, Herrán se unió con Dolores Mutis, con quien tuvo a su último hijo, Mariano Herrán Mutis.
Uno de sus descendientes es el piloto Rikky von Opel Herrán, único piloto de Liechtenstein que ha competido en la Fórmula 1.